# Carl-Hermann Mueller-Graaf
Carl Hermann Mueller-Graaf (* 8. Mai 1903 in Schwientochlowitz; † 20. Dezember 1963 in Bern) war ein deutscher Diplomat.

## Leben
Carl Hermann Mueller-Graaf (eigentlich (bis 3. Mai 1950): Carl Hermann Müller) war ein Sohn des Dr. med. Carl Müller, der ab 1900 als leitender Arzt des Hüttenlazaretts in Schwientochlowitz tätig war. Nach dem Besuch der Gymnasien in Kattowitz, Naumburg (Saale) und Königshütte absolvierte er das Studium der Rechtswissenschaften an den Universitäten Gießen und Breslau, das er mit der Promotion zum Dr. iur. abschloss. In Gießen war er Mitglied des Corps Teutonia. 1935 wurde er Regierungsrat, 1938 Oberregierungsrat im Reichswirtschaftsministerium. Am 13. August 1937 beantragte er die Aufnahme in die NSDAP und wurde rückwirkend zum 1. Mai desselben Jahres aufgenommen (Mitgliedsnummer 5.716.826). Im Januar 1945 hielt er sich zu Verhandlungen über die Elektrizitätswirtschaft in Bern auf, wo er schwer erkrankte und an einem Rückenmarkstumor operiert werden musste. Das Kriegsende erlebte er daher im neutralen Ausland. Während seines Genesungsaufenthalts in Adelboden (Berner Oberland) verfasste er unter dem Pseudonym „Constantin Silens“ das Werk Irrweg und Umkehr. Betrachtungen über das Schicksal Deutschlands (Basel 1946), das eine breite Aufmerksamkeit fand.
Durch das Spruchkammerverfahren als „unbelastet“ eingestuft, konnte er bald in den Staatsdienst zurückkehren. Im Februar 1953 wurde er Ministerialdirigent und Leiter der Handelspolitischen Unterabteilung im Bundeswirtschaftsministerium und 1955 erster deutscher Botschafter in Wien nach dem „Anschluss Österreichs“. Von 1961 bis 1963 war er  Ständiger Vertreter Deutschlands bei der Organisation für wirtschaftliche Zusammenarbeit und Entwicklung in Europa (OECD).
Verdienste erwarb er sich besonders in den deutsch-österreichischen Wiedergutmachungsverhandlungen und in seinem Engagement für die Entspannung des Verhältnisses zwischen der Bundesrepublik Deutschland und Israel.